# BAPTA
BAPTA (axit 1,2- b là (o-aminophenoxy) ethane-N,N,N′,N ′-tetra acetic) là một axit aminopolycarboxylic calci. Sự hiện diện của bốn nhóm chức axit cacboxylic làm cho khả năng liên kết của hai ion calci. Tính linh hoạt của các phối tử carboxylate rất quan trọng đối với sự phối hợp của calci và các ion kim loại khác.
Có một loạt các giá trị được báo cáo cho hằng số phân ly của BAPTA, mặc dù 0,2 0,2M xuất hiện một cách nhất quán. Hằng số tốc độ cho liên kết calci là 500 PhaM −1 s −1.